# Дафндејл Парк (Калифорнија)
Дафндејл Парк (енгл. Daphnedale Park) насељено је место без административног статуса у америчкој савезној држави Калифорнија.

## Демографија
По попису из 2010. године број становника је 184.
| Група             | 2000.    | 2010.       |
| Белци             | 0 (0,0%) | 152 (82,6%) |
| Афроамериканци    | 0 (0,0%) | 2 (1,1%)    |
| Азијати           | 0 (0,0%) | 0 (0,0%)    |
| Хиспаноамериканци | 0 (0,0%) | 18 (9,8%)   |
| Укупно            | 0        | 184         |